# Alejandro Toledo
Alejandro Celestino Toledo Manrique (* 28. března 1946, Cabana) je peruánský politik indiánského původu, který zastával v letech 2001–2006 úřad prezidenta Peru.

## Biografie
Narodil se jako pátý v pořadí rodičům, chudým rolníkům indiánského původu. Ve věku jeho pěti let se rodina přestěhovala do přístavního města Chimbote. Jako dítě si přivydělával na živobytí čištěním bot a pouličním prodejem.

### Kauza Odebrecht
V únoru roku 2017 byl peruánskými médii označen za možného podezřelého v korupční kauze největší latinoamerické stavební společnosti Odebrecht. V letech 2005–2008 měl od ní údajně přijmout úplatek ve výši 20 milionů dolarů. Prezident Peru Pedro Pablo Kuczynski vybídl amerického prezidenta Donalda Trumpa k vyhoštění bývalého prezidenta Alejandra Toleda, který k únoru roku 2017 ve Spojených státech amerických pobýval. Byl na něho také vydán mezinárodní zatykač. Posléze jej Spojené státy 23. dubna 2023 vydaly do Peru. Za účast v korupční kauze byl 21. října 2024 odsouzen specializovaným peruánským soudem ke dvaceti letům a šesti měsícům trestu odnětí svobody.

## Vyznamenání
- velkokříž s diamanty Řádu peruánského slunce – Peru, 16. července 2001[9]
- řetěz Řádu Isabely Katolické – Španělsko, 16. listopadu 2001 – udělil král Juan Carlos I.[10]
- velkokříž Řádu za zásluhy Polské republiky – Polsko, 5. dubna 2002 – udělil prezident Aleksander Kwaśniewski za vynikající službu při rozvoji polsko-peruánské spolupráce[11]
- rytíř velkokříže s řetězem Řádu zásluh o Italskou republiku – Itálie, 4. prosince 2002[12]
- velkokříž Řádu svatého Karla – Monako, 21. listopadu 2003 – udělil Rainier III.[13]
- velkokříž s řetězem Řádu Boyacá – Kolumbie, 16. dubna 2004[14]
- athir Národního řádu za zásluhy – Alžírsko, 7. května 2005 – udělil prezident Abdelazíz Buteflika[15]